# Emma Adler
Pour les articles homonymes, voir Adler.
Emma Adler, née Emma Braun le 20 mai 1858 à Debreczin et morte le 23 février 1935 à Zurich, est une militante socialiste et féministe, écrivaine et traductrice autrichienne.
Femme du fondateur du Parti social-démocrate d'Autriche Victor Adler, elle est elle-même une militante socialiste, qui écrit dans sa presse et donne des cours de langue. Elle publie différents ouvrages, dont le plus connu est une série de biographies de femmes de la Révolution française. Elle se distingue au sein du mouvement social-démocrate autrichien par ses positions féministes.

## Biographie

### Un couple de militants
Emma Braun naît le 20 mai 1858 à Debreczin, actuellement Debrecen en Hongrie,,, dans une famille aisée. Elle est la fille d'Ignaz Braun et d'Ida Neubrunn. Emma a six frères, dont les deux sociaux-démocrates allemands Heinrich Braun et Adolf Braun. Ignaz Braun est officier royal et impérial, agent ou entrepreneur dans les chemins de fer.
Emma passe sa prime enfance dans la campagne hongroise, puis ses parents s'installent à Vienne vers 1860. Grâce à des précepteurs et une gouvernante française, elle reçoit une éducation soignée et maîtrise plusieurs langues étrangères, notamment le français, l'anglais, le hongrois, l'italien et le russe,. Elle est également formée à la littérature et à la musique

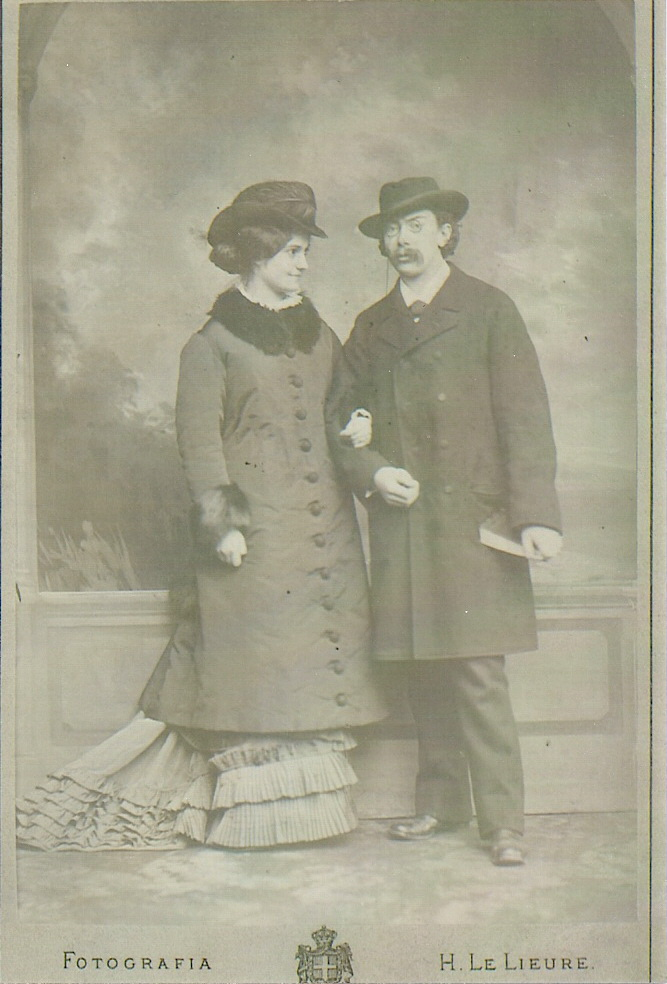
Emma et Victor Adler à leur mariage.

Elle se marie en 1878 avec Victor Adler,, juif comme elle. Intellectuels sociaux-démocrates, ils s'identifient tous deux au mouvement des Lumières. Emma et Victor Adler reçoivent régulièrement dans leur maison à Vienne. Leur cercle d'amis comprend entre autres le musicien Gustav Mahler, le dramaturge Hermann Bahr et l'ancien communard Léo Frankel. Dans sa pièce de théâtre La Marquesa d'Amaegui (1888), Hermann Bahr décrit la joyeuse ambiance de la villégiature d'été du couple Adler.
À partir de la seconde moitié des années 1880, le couple se consacre, grâce à la fortune héritée du père de Victor Adler, à la construction du mouvement social-démocrate autrichien. Victor Adler fonde en 1889 le Sozialdemokratische Arbeiterpartei, Parti ouvrier social-démocrate, qui prend ensuite le nom de Sozialdemokratische Partei Österreichs, Parti social-démocrate d'Autriche. Emma donne des cours de langue dans les associations d'éducation ouvrière et participe à la rédaction du journal du parti social-démocrate d'Autriche, Arbeiter-Zeitung,. De 1909 à 1927, elle est rédactrice du supplément jeunesse du Arbeiterinnen-Zeitung. Elle déclare elle-même préférer travailler avec des femmes et des jeunes, parce qu'elle pense que les hommes ne considèrent pas les femmes comme leurs égales,.
Le mode de vie d'Emma et Victor Adler s'éloigne de plus en plus du monde bourgeois auquel ils appartenaient avant leur engagement politique, leur situation financière se dégrade et Emma tombe malade nerveusement. Elle souffre de graves dépressions entre 1890 et 1894. Ils sont alors aidés par Friedrich Engels et surtout par le frère d'Emma, Heinrich Braun, qui leur verse de l'argent. Contrairement à son mari, Emma Adler ne se détache pas de la foi juive, à laquelle elle reste attachée. Elle accepte difficilement la conversion de Victor Adler et de leurs enfants au protestantisme.
Emma et Victor Adler ont trois enfants. Leur fils aîné est l'homme politique Friedrich Adler,. Leur fille Maria, née en 1880, est internée à 17 ans à l'hôpital psychiatrique de Steinhof à Vienne, après avoir tenté d'étrangler son père,. Elle y meurt en 1931. Leur fils cadet, Karl, né en 1885, ne réussit pas dans la carrière d'écrivain, et dépend toute sa vie de l'aide financière de sa famille. Leur père, Victor Adler, pourtant médecin et formé à la psychiatrie à Paris auprès de Charcot, ne semble guère comprendre ses enfants,.

### Traductrice et écrivaine
Emma Adler traduit des livres, comme le roman des frères Goncourt Germinie Lacerteux,. Sa traduction paraît d'abord dans l'Arbeiter-Zeitung, de février à mai 1896, avant d'être publiée sous forme de livre à la fin de la même année. Dans la préface qu'elle rédige, Emma Adler insiste sur le talent précurseur des Goncourt, qui racontent avec réalisme le destin tragique d'une pauvre servante. Sa traduction à partir du français est respectueuse du contenu du roman et cherche à rendre précisément les effets de style des auteurs. Elle publie aussi des traductions de l'anglais, de l'italien et du russe, dont un drame d'Ivan Tourgueniev. Elle est également une spécialiste de Goethe, qu'elle admire.

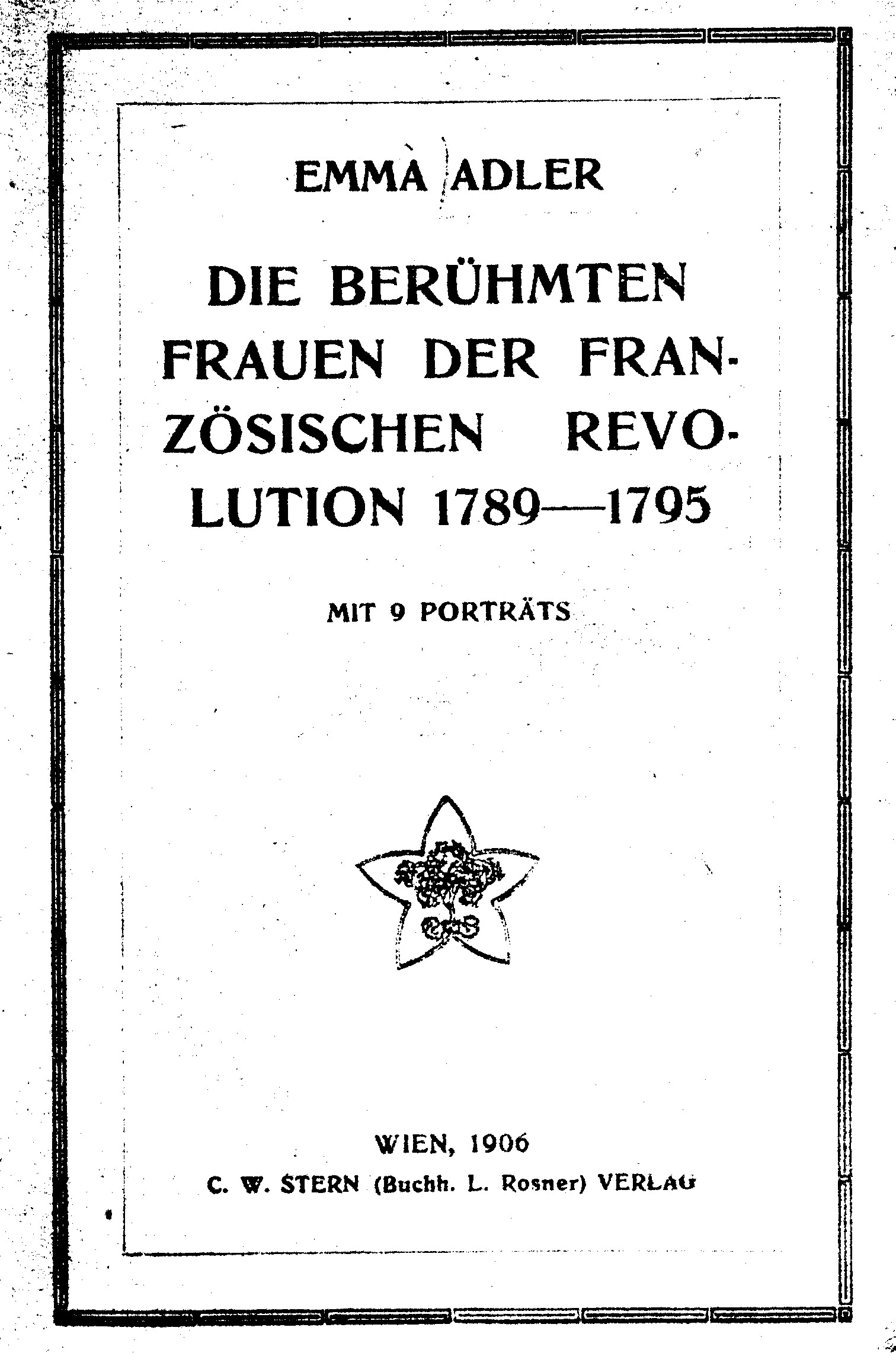
Page de titre de Die berühmten Frauen der französischen Revolution, 1906.

Emma Adler écrit plusieurs livres, dont le plus connu, publié en 1906, est intitulé Die berühmten Frauen der französischen Revolution (en français : Les femmes célèbres de la Révolution française). C'est un ouvrage pionnier et unique dans son genre,. En autant de petits chapitres biographiques sans lien entre eux, Emma Adler y décrit successivement neuf femmes de la Révolution française : Madame Legros, Théroigne de Méricourt, Charlotte Corday, Madame Roland, Lucile Desmoulins, Olympe de Gouges, Rosa Lacombe, Madame Bouquey, Madame Tallien et la marquise de Condorcet,. Selon l'autrice, elles sont des héroïnes qui ont combattu pour les droits des femmes ou des victimes. Elle décrit des bonnes épouses et des bonnes mères qui cherchent à être les égales de leur maris, mais montre leur engagement et leur souffrance de victimes d'une société masculine.
Quand Emma Adler publie ce livre, le parti social-démocrate autrichien — dirigé par le mari d'Emma, Victor Adler — qui réclamait le suffrage universel pour les hommes et les femmes, vient d'obtenir uniquement le suffrage universel masculin,. Ce livre est une forme de réponse à ce semi-échec politique,. Il suscite une réaction négative de la part de Victor Adler, qui craint des conséquences politiques nuisibles,,. En effet, son parti a obtenu le suffrage universel masculin parce qu'il a renoncé au droit de vote des femmes.
Par ce livre, Emma Adler donne une importance aux références féminines au sein du mouvement social-démocrate autrichien. Son ouvrage y est massivement diffusé et lu et beaucoup de militantes vont ainsi s'inspirer de la figure d'Olympe de Gouges, présentée par l'autrice comme une femme libre qui veut participer à la vie politique. Elle s'attache aussi au personnage de Théroigne de Méricourt, qui, comme elle, a dû être internée pour maladie mentale. Pour Emma Adler, le militantisme féministe compte plus que la défense de la classe ouvrière. L'ouvrage est signalé dans la revue socialiste allemande Die Neue Zeit et fait l'objet d'un compte rendu d'Adelheid Popp, militante socialiste et féministe autrichienne, dans la revue Sozialistische Monatshefte. Adelheid Popp est une amie intime d'Emma Adler.
En 1907, elle publie une biographie de Jane Welsh Carlyle, où elle dépeint le mariage malheureux de cette dernière avec l'écrivain Thomas Carlyle. Elle écrit aussi des ouvrages de littérature de jeunesse, qui pour être des ouvrages d'imagination, restent ancrés dans la réalité politique et sociale.

Après la mort de son mari le 11 novembre 1918, la veille de la proclamation de la république d'Autriche allemande qu'il appelait de ses vœux,, Emma Adler sombre dans la dépression et fait deux tentatives de suicide. Elle passe les dernières années de sa vie auprès de son fils Friedrich. Elle écrit une biographie de son mari et son autobiographie, non publiées. Elle y manifeste des regrets face à leur engagement et au sacrifice de leur vie bourgeoise. Elle meurt le 23 février 1935 à Zurich,,. Dans son testament, rédigé en juillet 1932, elle écrit : 

« En tant que veuve de Victor Adler, il m'est permis d'exprimer la crainte que l'on ne me glorifie après ma mort et que l'on ne m’attribue des vertus et des talents que je n'ai jamais possédés. Mais de mon vivant déjà, j'ai toujours détesté les phrases creuses. »

La figure d'Emma Adler, personnage original dans le mouvement ouvrier autrichien, est occultée par l'historiographie social-démocrate autrichienne jusque dans les années 1990. Elle n'est pas seulement épouse et mère de deux dirigeants sociaux-démocrates, elle est aussi une militante active et une autrice prolifique. Son séjour en hôpital psychiatrique est resté longtemps un tabou.

## Œuvres

### Biographies
- (de) Goethe und Frau v. Stein, Leipzig et Vienne, Goepsich und Deutsche, 1887, 16 p. (lire en ligne).
- (de) Die beruehmten Frauen der französischen Revolution, 1789-1795, Vienne, C. W. Stern, 1906, 323 p. (lire en ligne).
- (de) Jane Welsh Carlyle. Eine Biografie, Vienne, Akademischer Verlag, 1907.

### Littérature de jeunesse
- (de) Jugendbücher Buch der Jugend : Für die Kinder des Proletariats, Berlin, Vorwärts, 1895.
- (de) Feierabend. Ein Buch für die Jugend, Vienne, Ignaz Brand, 1902.
- (de) Neues Buch der Jugend, Vienne, Wiener Volksbuchhandlung und Ignaz Brand, 1912.

### Livre pratique
- (de) Kochschule, Vienne, Wiener Volksbuchhandlung und Ignaz Brand, 1915.

### Traductions
- (de) Edmond und Jules de Goncourt, Germinie Lacerteux. Der Roman eines Dienstmädchens : Einzig autorisirte Uebersetzung von Emma Adler, Vienne, Verlag der Ersten Volksbuchhandlung (Ignaz Brand), 1896.
- (de) Ivan Tourgueniev, Gnadenbrot. Schauspiel in 2 Auflage. Zum ersten male ins Deutsche übertragen von Marion Lorm, Leipzig, Schulze, 1897.